# 7 guerrieri
7 guerrieri (cinese tradizionale: 忠烈楊家將; cinese semplificato: 忠烈杨家将; pinyin: Zhōng Liè Yáng Jiā Jiàng; jyutping: Zung1 Lit6 Joeng4 Gaa1 Zoeng3) è un film del 2013 diretto da Ronny Yu. La storia è basata su una leggenda cinese intitolata "I generali della famiglia Yang", a sua volta tratta da una vicenda reale.
La pellicola è stata proiettata all'Hong Kong International Film Festival nel 2013.

## Trama
La storia è ambientata nell'anno 986, durante il regno della dinastia dei Song settentrionali, nel nordest della Cina. Nella scena iniziale del film Yang Ye (Adam Cheng), capo del clan Yang e generale dell'imperatore Song, punisce i suoi due figli più giovani con una condanna di 30 frustate a testa. I due sono puniti per aver partecipato ad un torneo di kung fu che ha causato la morte del figlio del clan rivale, i Pan. Il mattino seguente, i due generali si incontrano con l'imperatore per discutere della faccenda, quando si accorgono che le torri di segnalazione (torrioni utilizzati nell'antichità per segnalare minacce ed avanzate nemiche) sono accese.
Si viene a sapere che l'esercito nemico della popolazione Khitan sta tentando l'invasione, fomentato dal desiderio di vendetta contro il clan Yang, che in passato aveva sconfitto e sterminato i Khitan, uccidendone il generale. L'esercito Khitan è guidato dal figlio del generale ucciso da Yang Ye. Tuttavia, a causa dello scontro avvenuto tra i clan Yang e Pan di recente, l'imperatore decide di affidare la missione di respingere l'esercito Khitan al generale Pan, sebbene egli sia meno esperto in battaglia, ponendo sotto il suo comando 50.000 soldati. Il generale Yang, di rimando, viene assegnato a capo della squadra di ricognizione. La battaglia tra i due eserciti riporta una vittoria schiacciante dei nemici Khitan, a causa della mancanza di esperienza e di leadership del generale Pan, che causa caos all'interno dello stesso esercito Song. Come membro dell'avanguardia, inoltre, il generale Yang non riesce a ritirarsi in tempo al suono del corno della ritirata, e viene intrappolato dalle file nemiche. A causa delle rivalità politiche, il generale Pan rifiuta di mandare dei soccorsi in salvataggio del generale Yang.
Si giunge qui al culmine della storia, quando la moglie del generale Yang, disperata, decide di mandare i suoi sette figli in salvataggio del padre. Quello che né la famiglia Yang né gli altri membri dell'esercito Song sanno, tuttavia, è che lo scopo degli invasori Khitan è esattamente quello di attirare a sé tutti gli eredi del clan Yang in modo da sterminarli ed avere la propria vendetta.
Guidati dal fratello maggiore Yang Yan Ping (Ekin Cheng), i sette fratelli (tra i quali i due più giovani non hanno mai assistito ad una battaglia) riuniscono un piccolo gruppo di soldati d'élite fedeli al clan Yang e partono alla volta della Montagna del Lupo, dove il padre è tenuto prigioniero, consapevoli di dover affrontare un esercito di migliaia di soldati. Arrivati in loco, tuttavia, l'esercito Khitan procede all'attacco della città in cui si trova Yang Ye, bombardandola con delle catapulte e uccidendo tutti i soldati d'élite, ma mancando i sette fratelli Yang e il padre. La famiglia riunita si appresta quindi al pericoloso viaggio verso casa.
A questo punto, un flashback ci mostra la matrona del clan Yang, She Taijun, la quale aveva visitato un veggente prima di mandare i figli in salvataggio del padre. Il veggente le mostra un foglio, su cui scrive: "In sette partiranno, sei torneranno". Alla fine del film, tuttavia, viene reso noto che l'unico ad essere sopravvissuto è il penultimo fratello, Yang Yanzhao (Wu Chun), rivelando il vero senso della previsione del responso: egli, infatti, è il sesto fratello, stando a significare che non sarebbero tornati sei membri sani della famiglia, ma solo il sesto membro. Al ritorno egli ha con sé il corpo del padre, morto durante il viaggio a causa delle ferite di combattimento, la testa del generale Khitan sconfitto lungo il cammino e le armi di tutti i suoi fratelli, morti in battaglia combattendo contro altrettanti generali del popolo nemico. Un flashforward ci mostra Yang Yanzhao che redime la sua reputazione e quella della sua famiglia, sposando la ragazza di cui era stato sempre innamorato e riscattando il nome del clan Yang sia dalle sue azioni da giovane (riportate all'inizio del film), sia dall'incapacità del padre nel portare alla vittoria l'esercito Song. Viene anche reso noto che la regina Khitan, infine, decide di ritirare l'attacco contro i Song a causa della morte del suo generale, salvando così il regno e la dinastia e rendendo famosa la famiglia Yang fino ai giorni odierni.